# ورزشگاه شهر بانیا لوکا
ورزشگاه شهر بانیا لوکا (به لاتین: Banja Luka City Stadium) یک ورزشگاه در بوسنی و هرزگوین است که در بانیا لوکا واقع شده‌است.